# Centronyx
Genre
Centronyx est un genre d'oiseaux de la famille des Passerellidae.

## Liste des espèces
Selon la classification de référence du Congrès ornithologique international (14.2, 2024) il comporte deux espèces :
- Centronyx bairdii (Audubon, 1844) – Bruant de Baird
- Centronyx henslowii (Audubon, 1829) – Bruant de Henslow